# Stora tjärnen, Västmanland
Stora tjärnen är en sjö i Lindesbergs kommun i Västmanland och ingår i Norrströms huvudavrinningsområde.